# Plagiognathus alashanensis
Plagiognathus alashanensis är en insektsart som beskrevs av Qui och Nonnizab 1993. Plagiognathus alashanensis ingår i släktet Plagiognathus och familjen ängsskinnbaggar. Inga underarter finns listade i Catalogue of Life.